# Dilacreon orpha
Dilacreon orpha är en insektsart som först beskrevs av Ronald Gordon Fennah 1956.  Dilacreon orpha ingår i släktet Dilacreon och familjen kilstritar. Inga underarter finns listade i Catalogue of Life.